# Гунки
Гунки (яп. 軍記) — литературный жанр, японские военные эпопеи, ставшие основной повествовательной литературой периода Камакура (XII—XIV вв.) Основа сюжета гунки — национальные исторические события, в первую очередь междоусобные конфликты 1156—1568 годов. Сказаниям свойственны многие черты, характерные для эпоса, главная из которых — масштабность событий.

## Произведения
- Сёмонки («Записи о Масакадо») — первое известное произведение жанра, посвящённое мятежу годов Дзёхэй и Тэнгё (936—941).
- Муцу-ваки («Сказание о земле Муцу») — повествует о Девятилетней войне 1051—1062 гг. Минамото-но Ёриёси и Минамото-но Ёсииэ с мятежным властителем провинции Муцу Абэ-но Ёритоки и его сыновьями.
- Осю госаннэн ки («Записи о трёхлетней войне в краю Осю») о подавлении в той же провинции войском Минамото-но Ёсииэ нового мятежа самураев, получившим название «войны Госаннэн» (1083—1087).
- Хогэн-моногатари («Сказание о годах Хогэн») о смуте годов Хогэн 1156—1158 гг.
- Хэйдзи-моногатари («Сказание о годах Хэйдзи») о противостоянии кланов Минамото и Тайра годов Хэйдзи 1159—1160 гг.
- Хэйкэ-моногатари («Повесть о доме Тайра») о возвышении и падении рода Тайра, и его последней войне с кланом Минамото 1180—1185 гг.
- Дзёкю ки («Записи о смуте годов Дзёкю») посвящены мятежу императора Го-Тоба против сёгуната Минамото, получившего название «смуты годов Дзёкю» (1221).
- Тайхэйки («Повесть о Великом мире») — крупнейшее по своему объёму произведение жанра, состоящее из 40 свитков, в центре которого находятся события 1318—1367 гг., связанные с войной между Южной и Северной династиями.
- Сога-моногатари[англ.] («Повесть о братьях Сога») и Ёсицуне-моногатари («Сказание о Ёсицунэ»), созданные в XV столетии, некоторыми литературоведами-японистами к произведениям жанра гунки не относятся, хотя имеют с ними немало общего.

## Возникновение
Появление и распространение гунки сопряжено со вступлением Японии в новую эпоху и со сменой политических и социальных сил и ориентиров — центром литературного мира, его субъектом становится возвысившееся военное сословие. Самурайский эпос пришёл на смену повести моногатари, берущей своё начало в кругах хэйанской аристократии.
В 1156—1221 годах Японию потрясли междоусобные войны, после чего в Японии установился режим военной диктатуры, когда при сёгунах династии Минамото реальная власть находилась в руках военной ставки бакуфу, императоры же от неё надолго были отстранены. С этого времени самурайство окончательно завоевало политическую власть, став господствующей силой страны.
Оказавшись на вершине политической власти, самураи столкнулись с господством сохранившегося культурного наследия старой аристократии. Таким образом, одной из основных задач сёгуната стало рождение своей собственной культуры, прежде всего художественной, которая встала бы в противовес культуре аристократической. Итогом деятельности в её создании и стало появление в начале XIII века военно-исторического эпоса гунки, и в первую очередь знакового произведения «Повесть о доме Тайра» или «Хэйкэ моногатари». Тем не менее, при сложении гунки использовалась композиционная основа жанра моногатари, и многие повести гунки имеют этот термин в своём наименовании. Помимо качественно нового содержания жанра, изменения произошли и в среде «потребления» литературы. Если культура эпохи Хэйан отличалась элитарностью и недосягаемостью для основной массы населения, то в период Камакура она значительно расширила свои границы. Исследователь японской литературы Н. И. Конрад пишет: «Прежде всего совершенно изменился круг читателей; литературные произведения стали создаваться для творцов новой жизни, новых государственных форм и новой культуры: самураев. Читатель стал принадлежать к иной социальной среде с совершенно особым укладом мировоззрения. Значительно расширились и границы этого круга: они стали включать в себя небывалую ещё в Японии читательскую массу. Литература не только стала читаться новыми людьми, но приобрела и „широкого“ читателя, потеряв свой прежний, в сущности, достаточно экзотический характер.»
Если первые гунки посвящались в основном смутам и противостоянию крупных феодальных кланов, то в основе повествования поздних произведений этого жанра лежат судьбы отдельных выдающихся личностей. Таковы «Повесть о братьях Сога» и «Сказание о Ёсицунэ», записанные не ранее XV века, но на основе более ранних сюжетов, бытовавших в XIII—XIV в устной среде.

## Авторство
Военные повести, как правило, не имели единого автора и обычно составлялись сразу группой людей. Предпосылками их возникновения стала, во-первых, деятельность издавна существовавших в хэйанской Японии профессиональных корпораций рассказчиков катарибэ, пересказывавших по памяти старинные предания, мифы и легенды, в результате чего сложился особый жанр устного рассказа катаримоно. Во-вторых, в тогдашних буддийских храмах сложилась традиция публичного произнесения не только проповедей, но и поучительных историй и легенд в жанре сэцува, что также повлияло на появление воинских сказаний.
Авторы не слагали подобные истории полностью от начала и до конца, а множество раз редактировали и переписывали их в разные временные промежутки. Способом передачи сказаний было либо составление письменных текстов, либо традиция устных рассказов бродячих сказителей бива-хоси, благодаря чему произведения становились известными не только в крупных городах, но и в провинции. Бива-хоси путешествовали в образах буддистских священников и рассказывали самурайские легенды под аккомпанемент японской лютни — четырёхструнного музыкального инструмента бива. Сказители перечисляли все даты, географические объекты, обстоятельства происшествий и воинов, принимавших в них участие, так как существовало убеждение, что подобный тщательный пересказ событий и подвигов героев может служить способом умиротворения их духа.
В целом история сложения сказаний может быть представлена следующим образом: отдельные эпизоды их рождались в устном виде в среде воинов-дружинников, большей частью ещё не приобщившихся к письменной культуре. Затем они разносились по стране бродячими монахами-слепцами, постепенно складывались в циклы и в таком виде приходили в монастыри. Монастыри средневековой Японии были центрами культуры. Сюда сходились люди из всех уголков страны — в том числе и бива-хоси. Учёные монахи составляли здесь летописи событий, переписывали старинные произведения — известно, например, что именно в монастыре в XIV веке была переписана древнейшая из дошедших до нас рукопись первого литературного памятника Японии — «Кодзики» (VIII в.). Так могли быть обработаны и записаны в монастыре и гунки. Начало их оформления в письменные повествовательные произведения (ёримоно) может быть отнесено к рубежу XII—XIII столетий.

## Стилистические особенности
Гунки характеризуются прежде всего новым типом своего литературного языка. Взамен хэйанского «вабун» используется «вакан-конгобун» — смешанный китайско-японский язык. Язык этот складывается из двух элементов совершенно различного происхождения, отражая фактическую картину разговорной речи в Японии того времени, воспринявшей уже очень много китаизмов, но не вполне их ещё усвоившей. С другой стороны, язык гунки характеризуется таким же смешением стилистических элементов речи: «изящных речений» гагэн и «вульгарных» выражений дзокуго. Иначе говоря, в гунки мы находим и элементы языка хэйанских моногатари, и целый ряд простонародных слов.
Проявлена неоднородность текста, включающего в себя как художественные элементы, в том числе поэтические вставки, так и исторические (перечисления имён, званий, должностей, чинов, учреждений, справки из китайской историографической литературы и т. д.), которые делают текст похожим на официальную историческую хронику.
Сцены сражений обычно включают описания одежды и доспехов воина, которые используются как для его идентификации, так и для описания личностных черт. Другая характерная черта — речь воина, которая включала не только его личное имя и титул, но также перечисление его семейных связей и достижений.
В описаниях боевых схваток гунки характеризуют свойственные эпосу приподнятость и гиперболизм, динамика, передающая напряжённость и быстроту действия. В изображении авторов сказаний сила и ловкость воинов превосходят все возможное для простых смертных. Воин способен орудовать глыбой камня, которую «и сотне человек трудно было бы сдвинуть с места», он «врезается в самую гущу пятисот конных воинов и гонит их с запада на восток и с севера на юг», ему удаётся неожиданным натиском «разметать врагов и уложить их крестом вокруг себя» и т. п.
Общая форма повествования обычно состоит из трёх частей, описывающих соответственно причины войны, сами сражения и последствия войны. Тексты, как правило, эпизодические, разбиты на многочисленные маленькие рассказы, часто фокусирующиеся на конкретных инцидентах или воинах. Это результат устной передачи текста.

## Идеологические особенности
Гунки представляют особый интерес как источник, содержащий эстетический образ «настоящего самурая» вместе со сводом негласных правил, которых самураю следует придерживаться. Кодекс самурайской чести Бусидо впоследствии станет цельным сборником этих принципов. И хоть он окончательно сформировался только к XVI—XVII вв., его зарождение можно наблюдать уже на примере героев гунки.
В качестве наиболее показательного принципа выступает верность вассала своему господину — стремление не только жить и сражаться ради него, но и умереть в случае необходимости, а также отвергнуть все привязанности во имя служения ему.
Другая главная система ценностей, которая характеризует управляет этику гунки — буддизм. Буддизм и воинская этика не рассматриваются как противоположные друг другу. Несмотря на присущие им различия, в гунки представлено их смешение. Это возможно прежде всего потому, что формой буддизма, освещаемой в гунки, является буддизм Амиды, согласно которому любой, кто кается в своих грехах и призывает Будду Амиду, может достичь просветления.
Одна из ключевых буддийских идей в гунки — карма, идея о том, что текущие обстоятельства являются наказанием или наградой за прошлые действия, а также иллюзорность материального мира и непостоянство, идея о том, что все на земле ничего не может длиться вечно.

## Публикации
- Повесть о доме Тайра / Пер. И. Л. Львовой, А. А. Долина. — М.: Художественная литература, 1982. — 703 с.
- Сказание о Ёсицунэ / Пер. и комм. А. Н. Стругацкого. — М.: Художественная литература, 1984. — 288 с.
- Моногатари Хогэн. Сказание о годах Хогэн / Пер. В. Н. Горегляда. — СПб.: Гиперион, 1999. — 176 с.: ил. — (Литературные памятники древней Японии. V). — ISBN 5-89332-017-4.
- Японские самурайские сказания / Пер. В. Н. Горегляда. — СПб. Северо-Запад Пресс, 2002. — 688 с. — (Золотая серия японской литературы). — ISBN 5-93699-015-X. («Сказание о годах Хогэн», «Повесть о великом мире»)
- Повесть о смуте годов Хэйдзи / Пер. В. А. Онищенко. — СПб.: Гиперион, 2011. — 287 с.: ил. — (Литературные памятники древней Японии. VIII). — ISBN 978-5-89332-168-5.
- Японские сказания о войнах и мятежах / Пер. В. А. Онищенко. — СПб.: Гиперион, 2012. — 480 с.: ил. — (Литературные памятники древней Японии. IX). — ISBN 978-5-89332-192-0. («Записи о Масакадо», «Сказание о земле Муцу», «Сказание о годах Хогэн», «Записи о трёхлетней войне в краю Осю», «Записи о смуте годов Дзёкю»)
- «Gunki Monogatari». Traditional Japanese Literature. Ed. by Haruo Shirane. — Columbia University Press, 2006.